# Naturschutzgebiet Wald bei Müllerhof

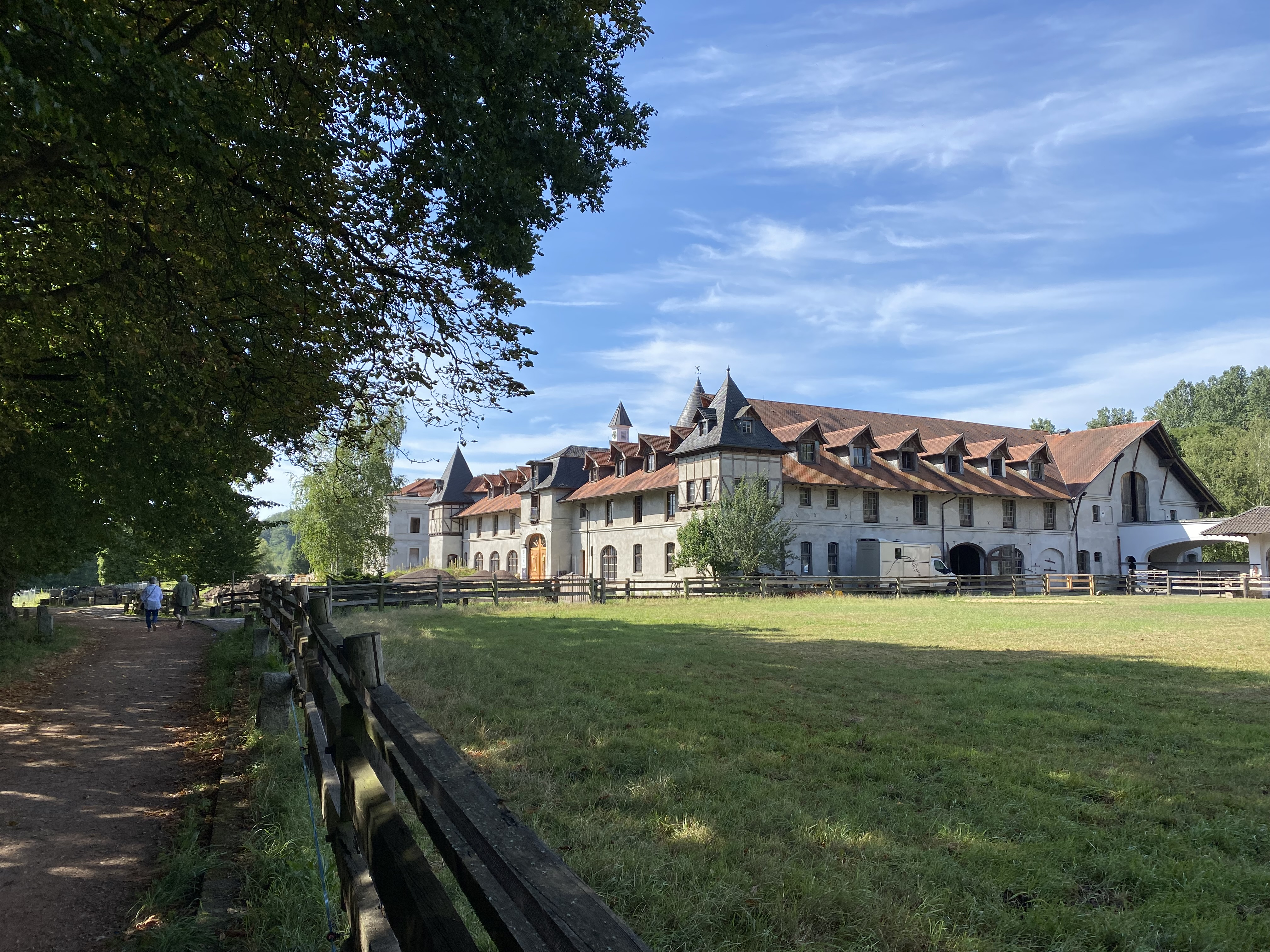
Gut Müllerhof – das NSG liegt rechts hinter dem Gebäudekomplex

Das Naturschutzgebiet Wald bei Müllerhof liegt westlich angrenzend zum Gut Müllerhof in der Stadt Leichlingen (Rheinland) im Rheinisch-Bergischen Kreis, dessen umfangreicher Gebäudekomplex erst Ende des 20. Jahrhunderts entworfen wurde und noch in der Ausbauphase ist. Nach Norden reicht das NSG bis an die Gemeindegrenze von Solingen. Die Zufahrtstraße zum Anwesen bildet die Abgrenzung nach Süden.

## Beschreibung
Es handelt sich um einen Laubwaldbestand, der von einem begradigten Bach durchflossen wird. Im Westen gibt es einen Eschenwald mit einer deckenden Krautvegetation und im Osten einen Erlenwald, in dem Brombeeren dominieren. Auf der erhöhten Fläche stockt ein Buchen-Eichenwald am Rand zum Erlenwald auf. Die Eichen haben einen Stammdurchmesser von 40 bis 50 cm, die Buchen von 30 bis 40 cm. In der Strauchschicht ist neben Schlehe und Faulbaum auch Stechpalme anzutreffen. Im Nordosten des Bestandes wächst ein zum Teil mehrstämmiger Erlenwald mit Eschen und Hybridpappel-Überhältern. Der stellenweise moosreiche Bestand ist von Entwässerungsrinnen durchzogen, die ebenfalls die Bachvegetation aufweisen. Der ehemalige Bachlauf ist noch als leichte Vertiefung im Gelände zu erkennen. Im Süden des Bestandes wächst ein sehr lichter Buchenwald mit starkem Baumholz (Stammdurchmesser 50 bis 70 cm) und nur sehr wenig deckender Krautvegetation. Im Bestand sind große Holzscheithaufen sowie große Mengen von Gehölz- und Grasschnitt abgelagert worden.

## Schutzziele
Das Gebiet wird zur Erhaltung der Lebensgemeinschaften und Lebensstätten bestimmter wildwachsender Pflanzen, zum Beispiel Bruchwald und Auenwald sowie Altholzbestände, und wildlebender Tierarten sowie aus naturgeschichtlichen Gründen wegen der Seltenheit und besonderen Eigenart des Gebietes geschützt.

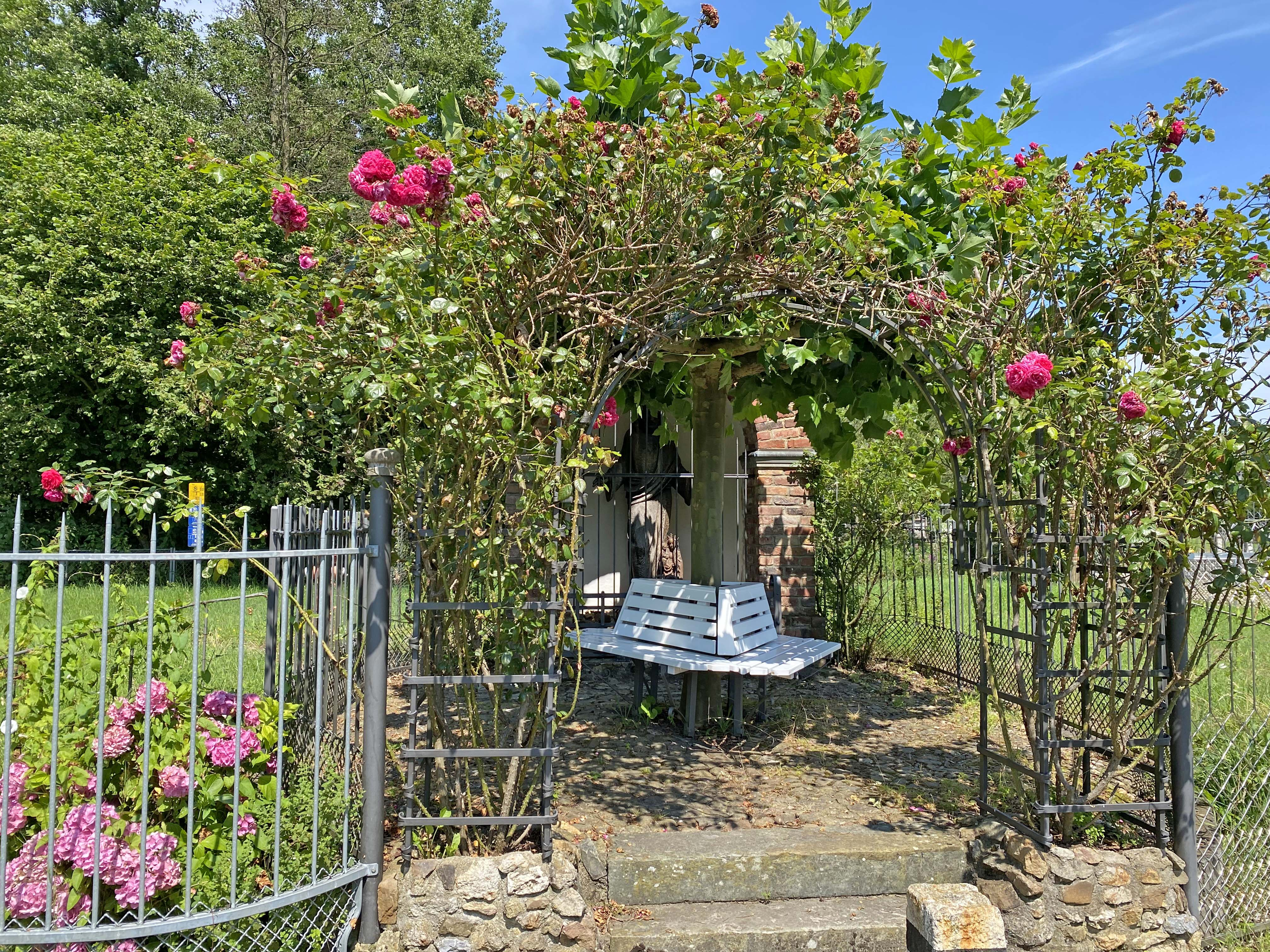
Denkmal am Eingang zum Müllerhof
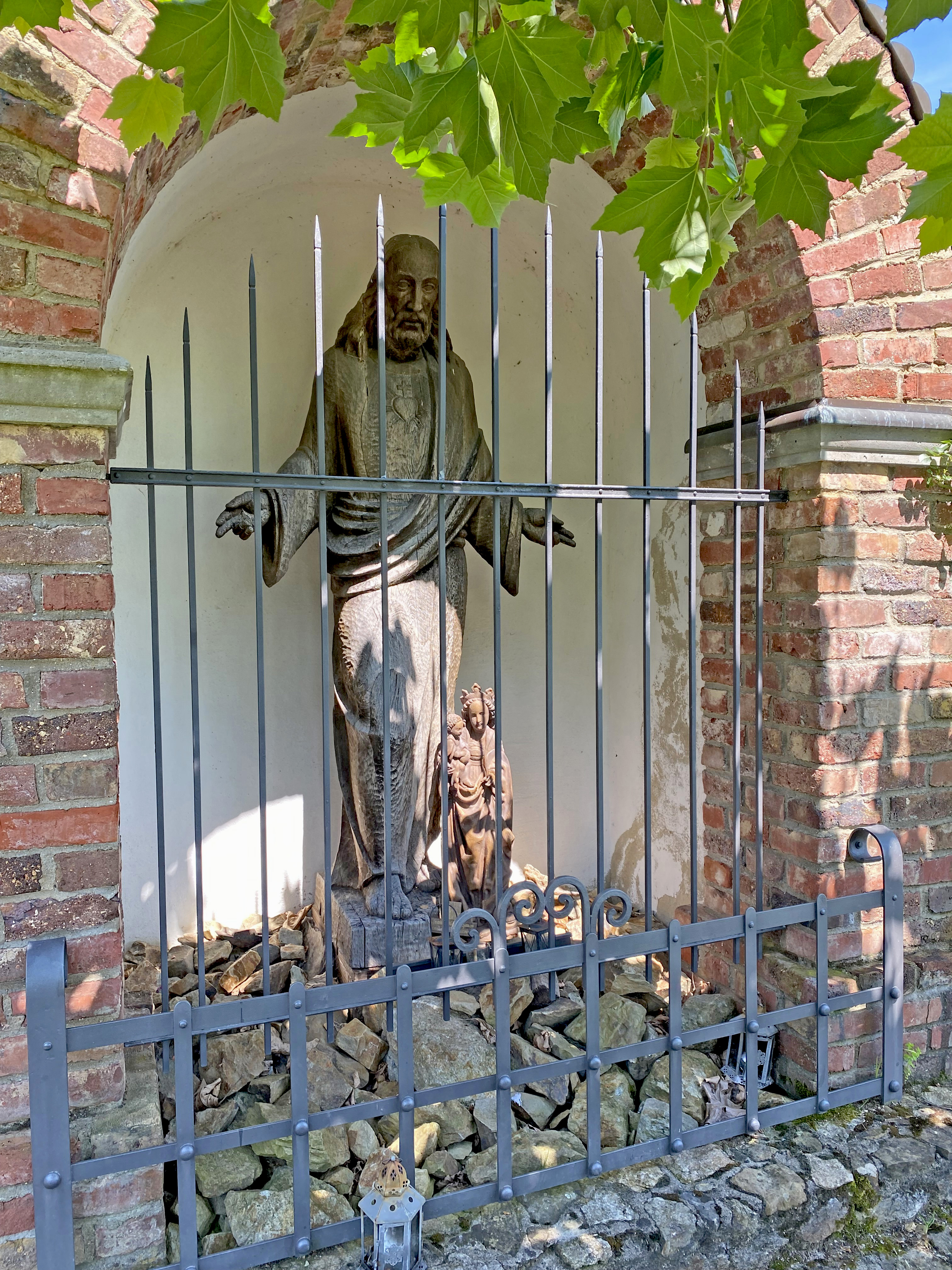
Denkmal am Eingang zum Müllerhof
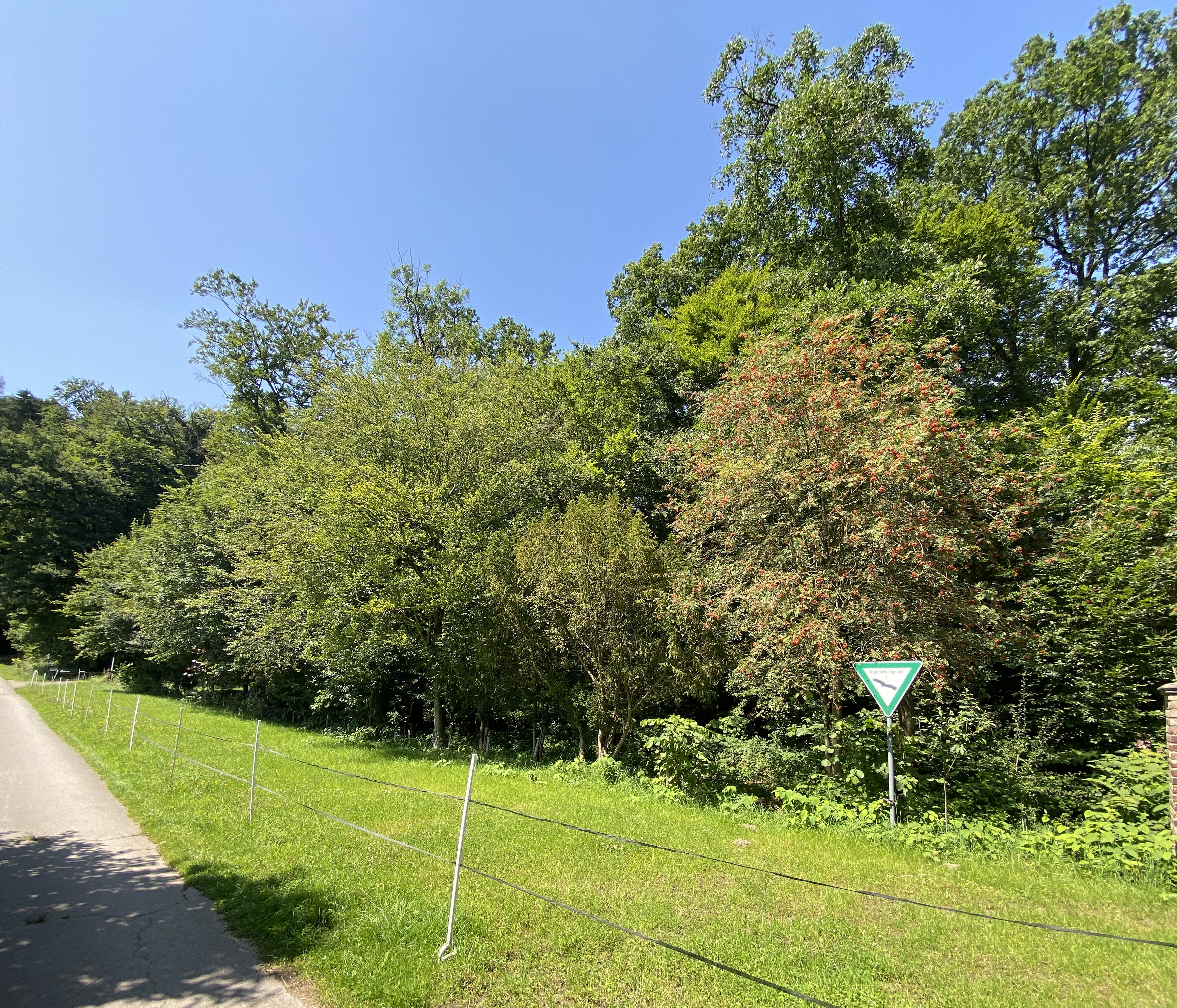
Südliche Ansicht des NSG
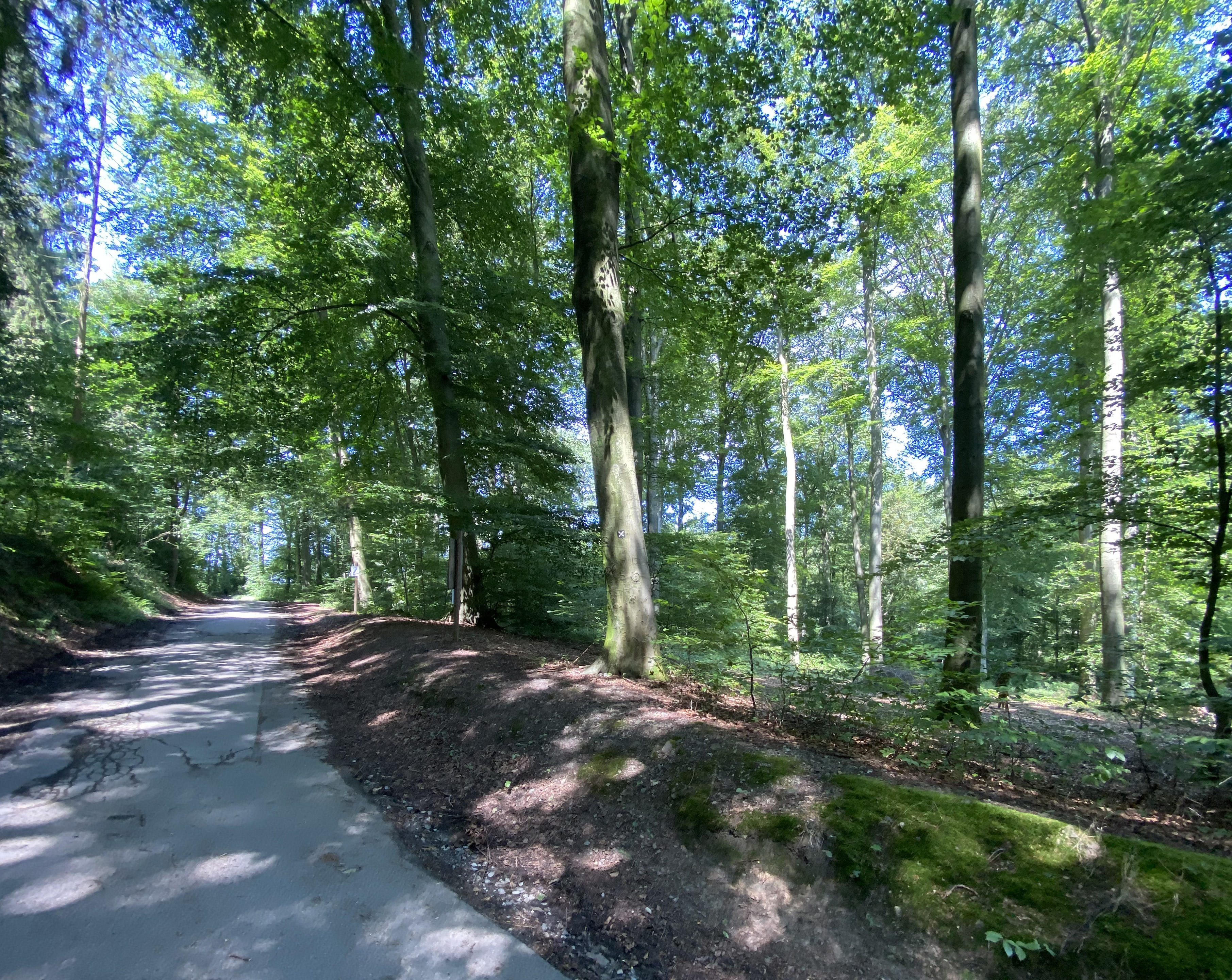
Zufahrtstraße – rechts das NSG
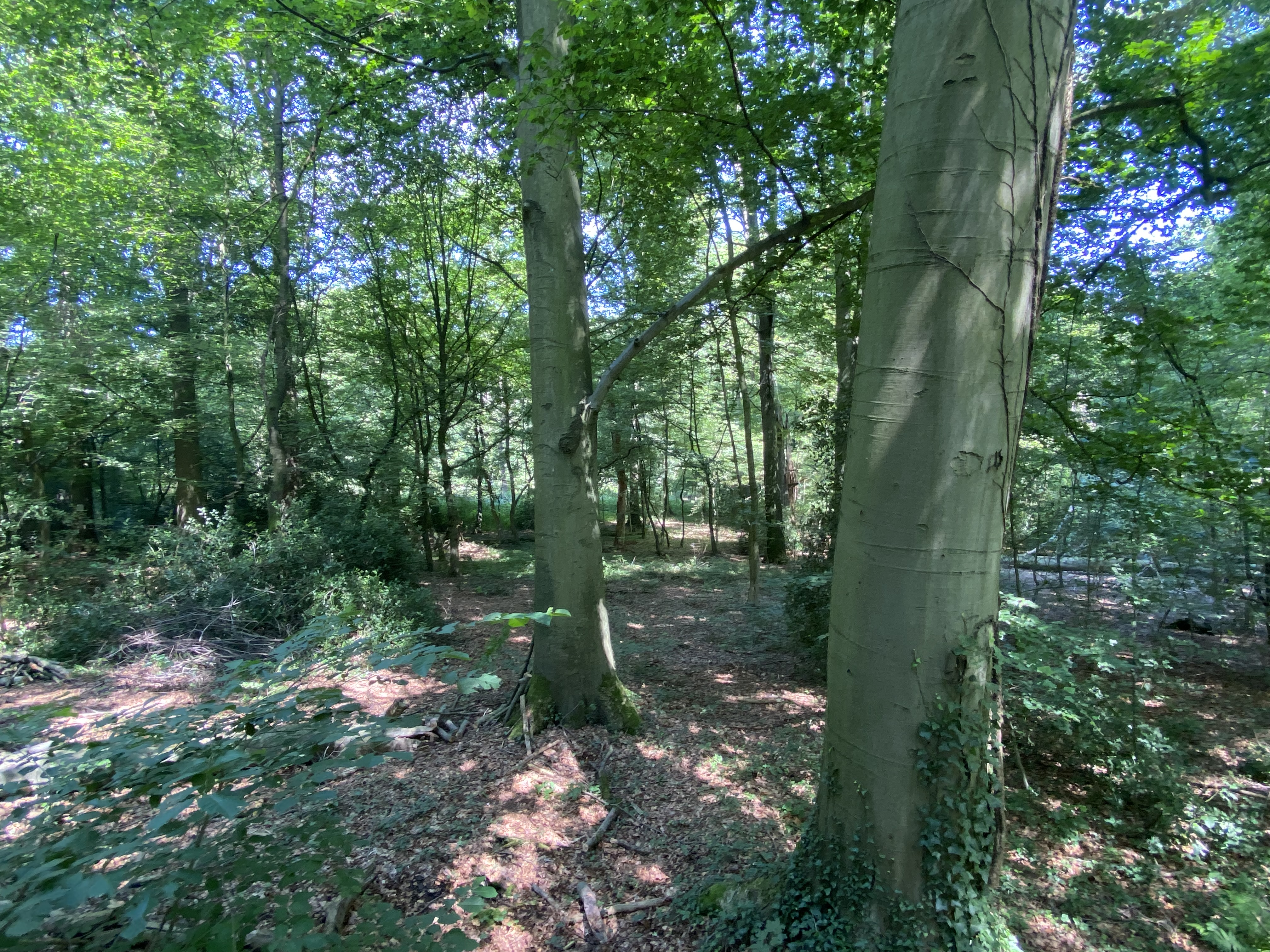
Buchenwald mit Starkholz
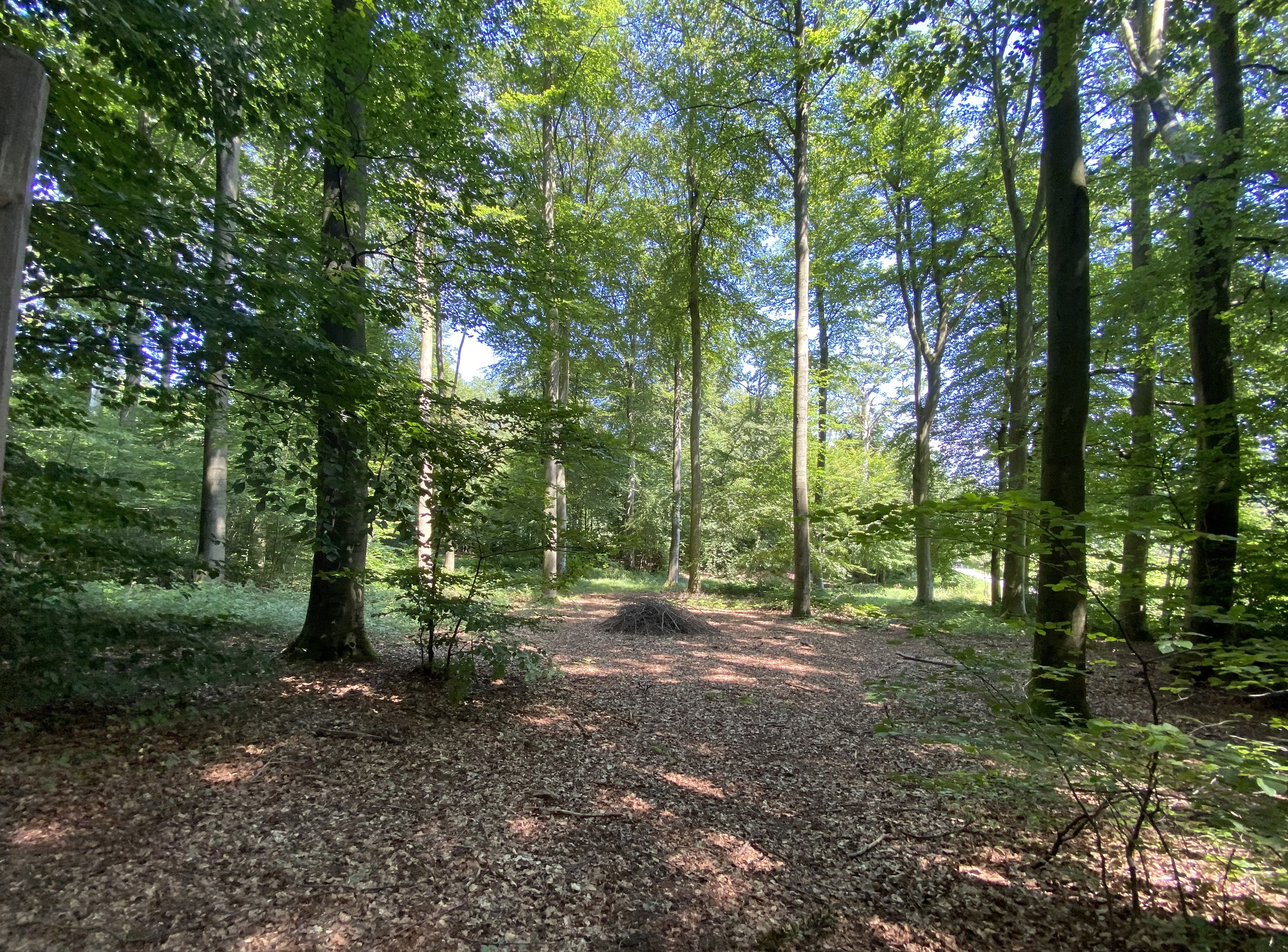
Blick von Westen in das NSG
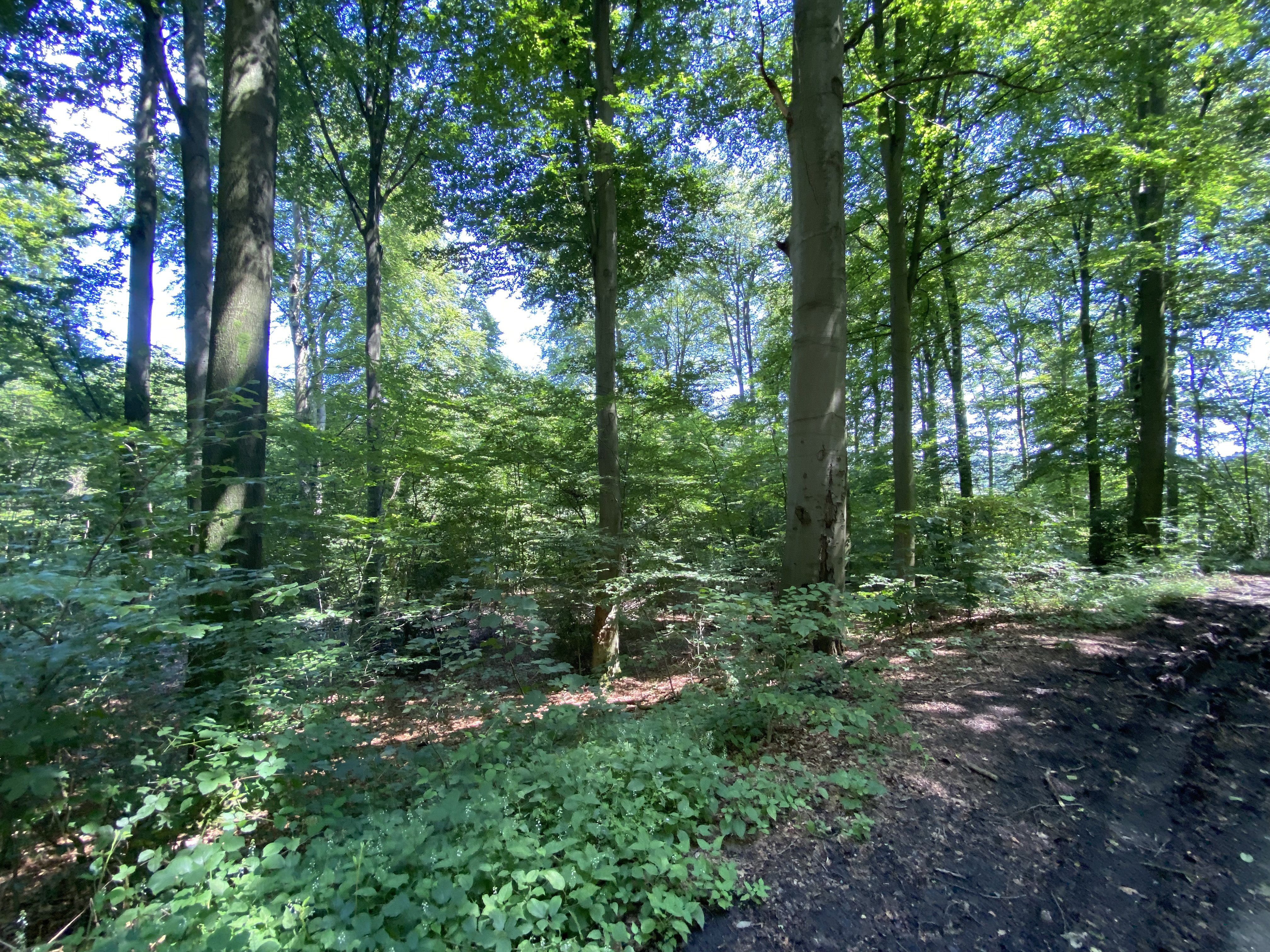
Blick von Westen in das NSG
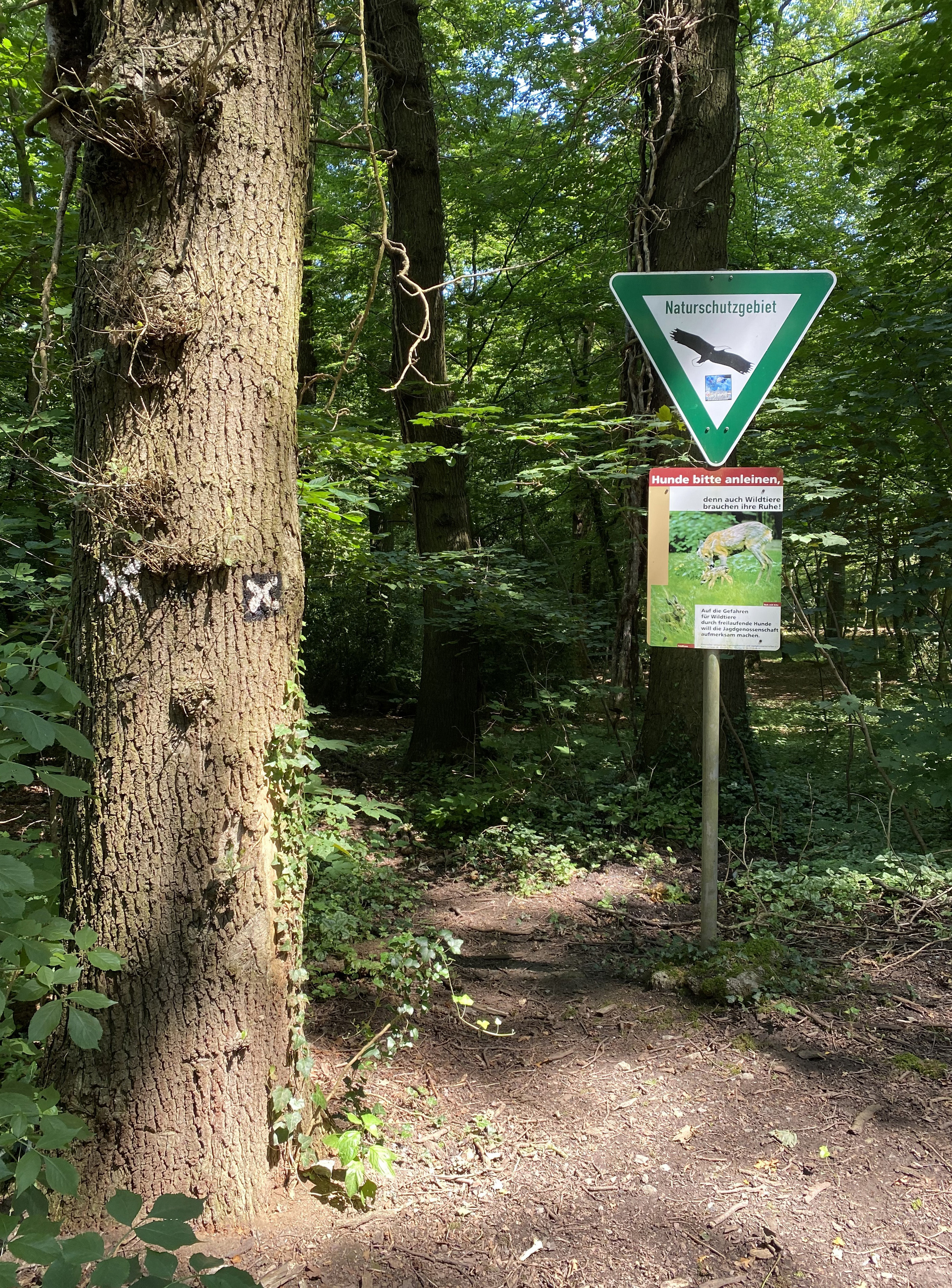
Hinweistafel an der Zufahrtstraße